# Instituto Mediterráneo para el Avance de la Biotecnología y la Investigación Sanitaria
El Instituto Mediterráneo para el Avance de la Biotecnología y la Investigación Sanitaria (también llamado Fundación IMABIS) es una organización sin ánimo de lucro con sede en Málaga, (Andalucía, España), que tiene como fin la promoción de la investigación biomédica para transferir los resultados obtenidos a la sociedad, en forma de avances en el conocimiento, diagnóstico y tratamiento de las enfermedades, según sus propios estatutos. 
Creado en 2004, participan en IMABIS el Hospital Regional de Málaga, el Hospital Clínico Universitario Virgen de la Victoria, el Centro Regional de Transfusión Sanguínea, la Delegación Provincial de Salud, el Distrito de Atención Primaria Málaga, el Hospital Costa del Sol, los hospitales de Antequera, Axarquía y Serranía, grupos de investigación biomédica de la Universidad de Málaga, clínicas privadas y empresas del Parque Tecnológico de Andalucía.